# Football Club Viktoria Pilsen
El Football Club Viktoria Plzeň (en checo: literalmente, «Club de Fútbol Victoria de Pilsen»), conocido en español como Viktoria Pilsen, es un club de fútbol checo de la ciudad de Pilsen. Juega en la Primera División checa y en toda su historia ha ganado seis Ligas de la República Checa, una Copa de la República Checa y dos Supercopa de la República Checa.
Aunque se fundó con su nombre actual en 1911, a lo largo de su historia ha tenido otras denominaciones como Sokol Plzeň, Spartak Plzeň y Škoda Plzeň —en referencia al fabricante de transportes Škoda Works—. No recuperó su denominación actual hasta 1992, poco después de la caída del régimen comunista en Checoslovaquia.
En la temporada 2010/11, el FC Viktoria Plzeň ganó la primera liga checa de su historia y dos años más tarde (temporada 2012-13) repitió este triunfo.

## Historia

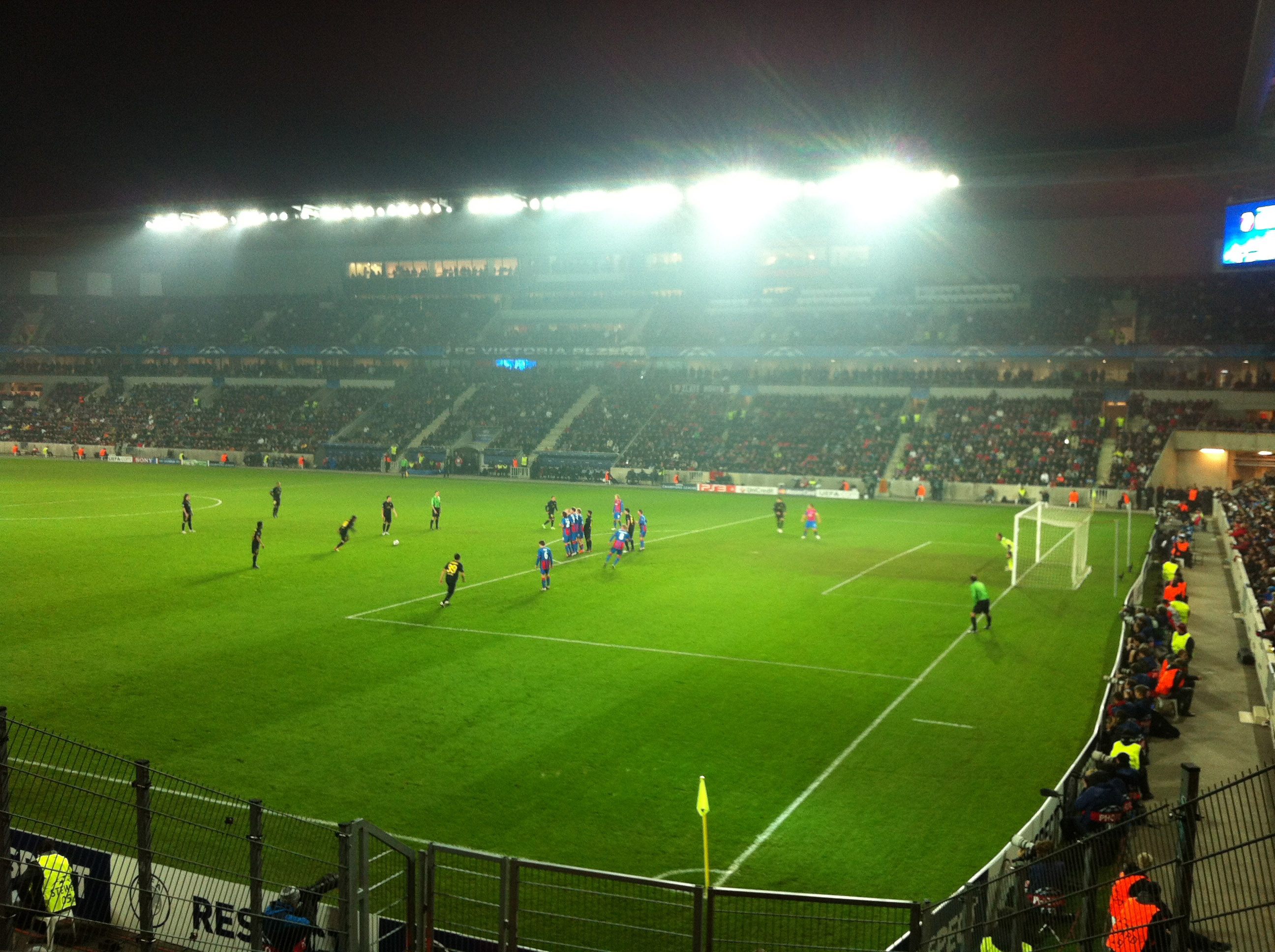
Viktoria Plzen - FC Barcelona 0:4 en el Synot Tip Arena (01-Nov-2011)

El Viktoria Plzeň se fundó en 1911 como Sportovní klub Viktoria Plzeň, y en sus primeros años jugó en distintos campos. No tuvo su propio estadio hasta 1920, cuando compró unos terrenos en la ciudad de Pilsen. En 1930, el club se profesionalizó e ingresó en los campeonatos nacionales, para debutar en la Primera División checoslovaca en 1931. Ahí aguantó siete temporadas, hasta su descenso en la campaña 1937/38.
Con el paso del tiempo y la llegada de un sistema comunista en Checoslovaquia, el nombre del club cambió en distintas ocasiones, y pasó a estar vinculado con los sectores industriales. En 1949 pasó a llamarse Sokol Škoda Plzeň, y en 1952 se convirtió en Sokol ZVIL Plzeň. Un año después, en 1953, adoptó el nombre DSO Spartak LZ Plzeň, y en 1962 se convirtió en TJ Spartak LZ Plzeň. Finalmente, en 1965 adoptó el nombre de TJ Škoda Plzeň, en referencia al fabricante de transportes Škoda.  Durante todo ese tiempo, la institución pudo consolidarse como club de fútbol, y luchó por estar en la máxima categoría. Su actuación más destacada fue en la temporada 1970/71 cuando ganó la copa checa.
Con la llegada del capitalismo, el club cambió su nombre por el de Viktoria Plzeň en 1992. El equipo luchó por permanecer el máximo tiempo posible en la Primera División checa, aunque durante muchos años permaneció en la zona baja de la tabla. A partir de la temporada 2009/10 sus actuaciones mejoraron, y el club ganó la copa checa al FK Baumit Jablonec. Un año después, en su centenario, el club de Pilsen ganó la liga checa por primera vez en su historia, lo que le permitió disputar la Liga de Campeones de la UEFA 2011-12. En 2012 ganó el grupo B en la Europa League, en los dieciseisavos eliminó el SSC Nápoles, pero fue eliminado en los octavos de final por el Fenerbahçe Spor Kulübü. En la misma temporada (2012-13), el Viktoria consiguió ganar su segundo título checo (Gambrinus liga 2012/13). Lo que le permitió disputar la Liga de Campeones de la UEFA 2013-14. Quedó tercero clasificando Europa League, pero fue eliminado en los octavos de final por el Lyon.
En los años 2015, 2016 y 2018 volvió a ganar el título de Liga de la República Checa. En 2018 volvió a jugar la fase de grupos de la Champions League, enfrentándose a Real Madrid CF, AS Roma y CSKA Moscú.

## Cronología de Nombres
- 1911 – SK Viktoria Plzeň (Sportovní klub Viktoria Plzeň)
- 1949 – Sokol Škoda Plzeň
- 1952 – Sokol ZVIL Plzeň (Sokol Závody Vladimíra Iljiče Lenina Plzeň)
- 1953 – DSO Spartak LZ Plzeň (Dobrovolná sportovní organizace Spartak Leninovy závody Plzeň)
- 1962 – TJ Spartak LZ Plzeň (Tělovýchovná jednota Spartak Leninovy závody Plzeň)
- 1965 – TJ Škoda Plzeň (Tělovýchovná jednota Škoda Plzeň)
- 1993 – FC Viktoria Plzeň (Football Club Viktoria Plzeň, a.s.)

## Uniforme
- Uniforme titular: Camiseta azul y roja, pantalón rojo y medias azules.
- Uniforme suplente: Camiseta negra, pantalón negro y medias negras.
- Uniforme alternativo: Camiseta con franjas verticales blancas y celestes, pantalón celeste y medias celestes.

### Evolución del uniforme

#### Local
| 2009-10 | 2010-11 | 2011-12 | 2012-13 | 2013-14 | 2014-15 | 2015-16 | 2016-17 | 2017-18 | 2018-19 |
| 2019-20 | 2020-21 | 2021-22 | 2022-23 | 2023-24 |         |         |         |         |         |

#### Visita
| 2009-10 | 2010-11 | 2011-12 | 2012-13 | 2013-15 | 2015-16 | 2016-17 | 2017-18 | 2018-19 | 2019-20 |
| 2020-21 | 2021-23 | 2023-25 |         |         |         |         |         |         |         |

#### Tercero
| 2012-13 | 2013-15 | 2015-17 | 2017-18 | 2018-19 | 2019-20 | 2023-24 | 2024-25 |  |

## Estadio
El estadio del F. C. Viktoria Plzeň es el Doosan Arena, también conocido como Stadion ve Štruncových sadech (Estadio del parque Štrunc) en honor al futbolista Stanislav Štrunc. Cuenta con capacidad para 8500 espectadores y césped natural, y pertenece al ayuntamiento de Pilsen.
Fue inaugurado en 1955 por la espartaquiada local, y en el tiempo que se podían albergar localidades de pie, su capacidad llegó a ser de hasta 35.000 espectadores, 7.600 sentados. Sin embargo, las obras de reconstrucción han reducido sensiblemente su capacidad, hasta la cifra actual 13 000 espectadores. En abril de 2011, se invirtieron cerca de 360 millones de coronas para adaptar el campo a los estándares de la UEFA. Al no estar listo para albergar encuentros internacionales, el equipo tuvo que jugar sus partidos de la Liga de Campeones de la UEFA 2011-12 en el Synot Tip Arena de Praga. Sin embargo, desde la temporada 2012/13, el club juega todos sus partidos en casa en su estadio de Pilsen.

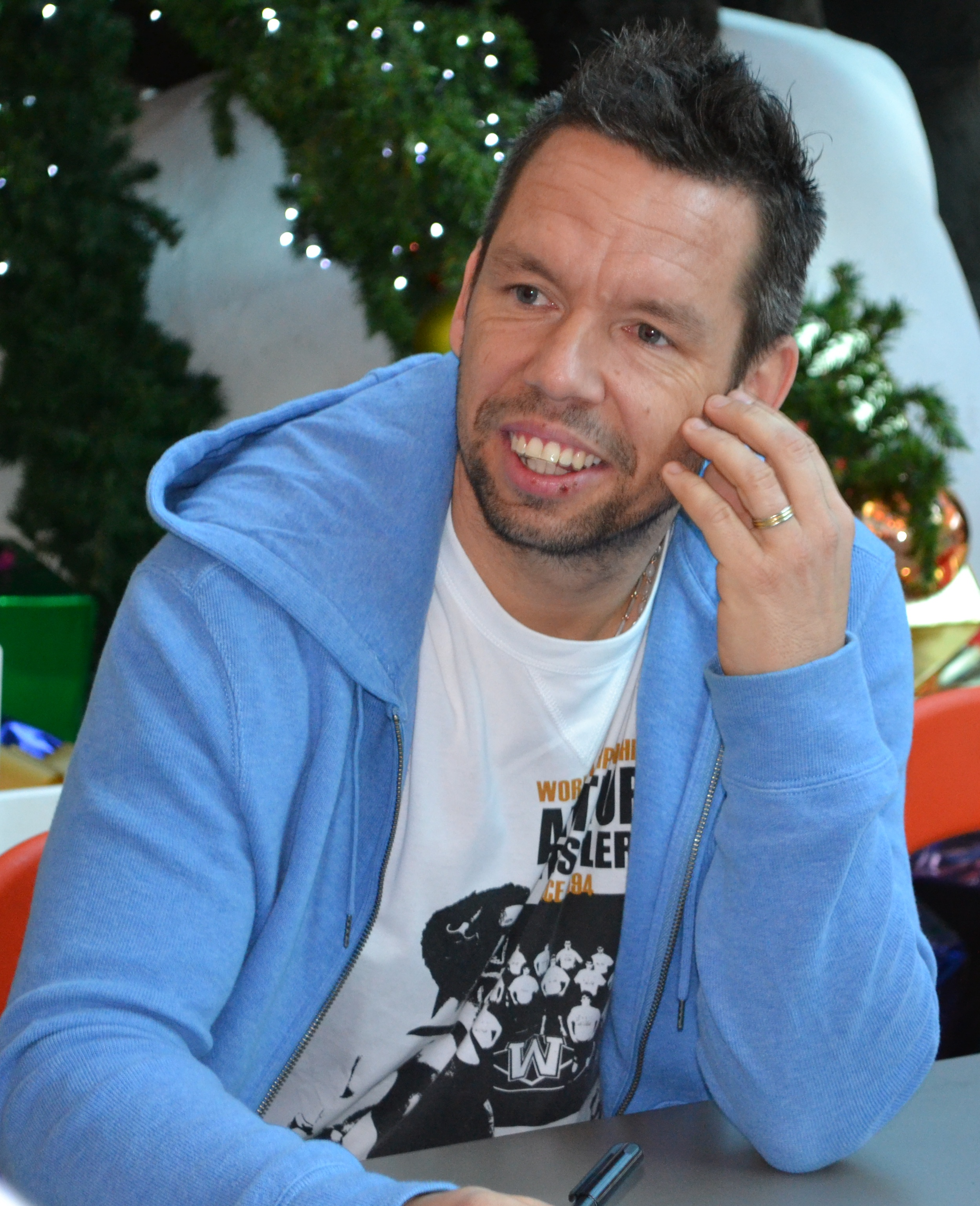
Pavel Horváth fue elegido como el mejor jugador de todos los tiempos del Viktoria en la celebración del centenario del club en 2012.

## Estadísticas en competiciones internacionales

#### Por competición
Nota: En negrita competiciones activas.
| Competición                        | Temp. | PJ  | PG | PE | PP | GF  | GC  | Dif. | Puntos | Títulos | Subtítulos |
| ---------------------------------- | ----- | --- | -- | -- | -- | --- | --- | ---- | ------ | ------- | ---------- |
| Liga de Campeones de la UEFA       | 8     | 41  | 17 | 8  | 16 | 64  | 77  | -13  | 59     | –       | –          |
| Liga Europa de la UEFA             | 11    | 58  | 27 | 12 | 19 | 90  | 69  | +21  | 93     | –       | –          |
| Recopa de Europa de la UEFA        | 1     | 2   | 0  | 0  | 2  | 1   | 7   | -6   | 0      | –       | –          |
| Liga Europa Conferencia de la UEFA | 1     | 6   | 4  | 0  | 2  | 11  | 10  | +1   | 12     | –       | –          |
| Total                              | 21    | 107 | 48 | 20 | 39 | 166 | 163 | +3   | 164    | 0       | 0          |

Participaciones:
- Liga de Campeones de la UEFA (8): 2011-12, 2013-14, 2015-16, 2016-17, 2017-18, 2018-19, 2019-20, 2020-21
- Liga Europa de la UEFA (11): 2010-11, 2011-12, 2012-13, 2013-14, 2014-15, 2015-16, 2016-17, 2017-18, 2018-19, 2019-20, 2020-21
- Liga Europa Conferencia de la UEFA (1): 2021-22
- Recopa de Europa de la UEFA (1): 1971-72

### Resultados
| Competicion UEFA | Competicion UEFA  | Competicion UEFA | Competicion UEFA        | Competicion UEFA | Competicion UEFA | Competicion UEFA |
| Temporada        | Competición       | Ronda            | Club                    | Cómputo global   | Ida              | Vuelta           |
| ---------------- | ----------------- | ---------------- | ----------------------- | ---------------- | ---------------- | ---------------- |
| 1935             | Copa Mitropa      | 1/8              | Juventus FC             | 4-8              | 3-3 (C)          | 1-5 (F)          |
| 1971             | Copa Mitropa      | 1R               | LASK                    | 5-1              | 1-1 (F)          | 4-0 (C)          |
| 1971             | Copa Mitropa      | 1/4              | Csepel SC               | 1-1 u            | 0-0 (F)          | 1-1 (C)          |
| 1971/72          | Recopa de Europa  | 1R               | FC Bayern München       | 1-7              | 0-1 (C)          | 1-6 (F)          |
| 2010/11          | Europa League     | Clasificatoria 3 | Beşiktaş JK             | 1-4              | 1-1 (C)          | 0-3 (F)          |
| 2011/12          | Champions League  | Clasificatoria 2 | Pyunik Erevan           | 9-1              | 4-0 (F)          | 5-1 (C)          |
| 2011/12          | Champions League  | Clasificatoria 3 | Rosenborg BK            | 4-2              | 1-0 (F)          | 3-2 (C)          |
| 2011/12          | Champions League  | Play-off         | FC Copenhague           | 5-2              | 3-1 (F)          | 2-1 (C)          |
| 2011/12          | Champions League  | Grupo H          | FC Barcelona            | 0-6              | 0-2 (F)          | 0-4 (C)          |
| 2011/12          | Champions League  |                  | AC Milan                | 2-4              | 0-2 (F)          | 2-2 (C)          |
| 2011/12          | Champions League  |                  | FK BATE Borisov         | 2-1              | 1-1 (C)          | 1-0 (F)          |
| 2011/12          | Europa League     | 2R               | FC Schalke 04           | 2-4              | 1-1 (C)          | 1-3 nv (F)       |
| 2012/13          | Europa League     | Clasificatoria 2 | Olimpi Rustavi          | 5-1              | 3-1 (F)          | 2-0 (C)          |
| 2012/13          | Europa League     | Clasificatoria 3 | Ruch Chorzów            | 7-0              | 2-0 (F)          | 5-0 (C)          |
| 2012/13          | Europa League     | Play-off         | KSC Lokeren             | 2-2 (aw)         | 1-2 (F)          | 1-0 (C)          |
| 2012/13          | Europa League     | Grupo B          | Atlético Madrid         | 1-1              | 0-1 (F)          | 1-0 (C)          |
| 2012/13          | Europa League     | Grupo B          | Académica Coimbra       | 4-2              | 3-1 (C)          | 1-1 (F)          |
| 2012/13          | Europa League     | Grupo B          | Hapoel Tel Aviv FC      | 6-1              | 2-1 (F)          | 4-0 (C)          |
| 2012/13          | Europa League     | 2R               | SSC Napoli              | 5-0              | 3-0 (F)          | 2-0 (C)          |
| 2012/13          | Europa League     | 1/8              | Fenerbahçe SK           | 1-2              | 0-1 (C)          | 1-1 (F)          |
| 2013/14          | Champions League  | Clasificatoria 2 | FK Željezničar Sarajevo | 6-4              | 4-3 (C)          | 2-1 (F)          |
| 2013/14          | Champions League  | Clasificatoria 3 | Nõmme Kalju             | 10-2             | 4-0 (F)          | 6-2 (C)          |
| 2013/14          | Champions League  | Play-off         | NK Maribor              | 4-1              | 3-1 (C)          | 1-0 (F)          |
| 2013/14          | Champions League  | Grupo D          | FC Bayern München       | 0-6              | 0-5 (F)          | 0-1 (C)          |
| 2013/14          | Champions League  | Grupo D          | Manchester City FC      | 2-7              | 0-3 (C)          | 2-4 (F)          |
| 2013/14          | Champions League  | Grupo D          | FK CSKA Moscú           | 4-4              | 2-3 (F)          | 2-1 (C)          |
| 2013/14          | Europa League     | 2R               | FK Shaktar Donetsk      | 3-2              | 1-1 (C)          | 2-1 (F)          |
| 2013/14          | Europa League     | 3R               | Olympique Lyonnais      | 3-5              | 1-4 (F)          | 2-1 (C)          |
| 2014/15          | Europa League     | Clasificatoria 3 | Petrolul Ploiești       | 2-5              | 1-1 (F)          | 1-4 (C)          |
| 2015/16          | Champions League  | Clasificatoria 3 | Maccabi Tel Aviv FC     | 2-3              | 2-1 (F)          | 0-2 (C)          |
| 2015/16          | Europa League     | Play-off         | FK Vojvodina            | 5-0              | 3-0 (C)          | 2-0 (F)          |
| 2015/16          | Europa League     | Grupo E          | Dinamo Minsk            | 2-1              | 2-0 (C)          | 0-1 (F)          |
| 2015/16          | Europa League     | Grupo E          | Villarreal CF           | 3-4              | 0-1 (F)          | 3-3 (C)          |
| 2015/16          | Europa League     | Grupo E          | Rapid Wien              | 3-5              | 2-3 (C)          | 1-2 (F)          |
| 2016/17          | Champions League  | Clasificatoria 3 | FK Qarabağ              | 1-1 (aw)         | 0-0 (C)          | 1-1 (F)          |
| 2016/17          | Champions League  | Play-off         | PFK Ludogorets          | 2-4              | 0-2 (F)          | 2-2 (C)          |
| 2016/17          | Europa League     | Grupo E          | AS Roma                 | 2-5              | 1-1 (C)          | 1-4 (F)          |
| 2016/17          | Europa League     | Grupo E          | FK Austria Wien         | 3-2              | 0-0 (F)          | 3-2 (C)          |
| 2016/17          | Europa League     | Grupo E          | Astra Giurgiu           | 2-3              | 1-2 (C)          | 1-1 (F)          |
| 2017/18          | Champions League  | Clasificatoria 3 | Steaua Bucarest         | 3-6              | 2-2 (F)          | 1-4 (C)          |
| 2017/18          | Europa League     | Play-off         | AEK Larnaca             | 3-1              | 3-1 (C)          | 0-0 (F)          |
| 2017/18          | Europa League     | Grupo G          | Steaua Bucarest         | 2-3              | 0-3 (F)          | 2-0 (C)          |
| 2017/18          | Europa League     | Grupo G          | Hapoel Beër Sheva       | 5-1              | 3-1 (C)          | 2-0 (F)          |
| 2017/18          | Europa League     | Grupo G          | FC Lugano               | 6-4              | 2-3 (F)          | 4-1 (C)          |
| 2017/18          | Europa League     | 2R               | FK Partizan             | 3-1              | 1-1 (F)          | 2-0 (C)          |
| 2017/18          | Europa League     | 1/8              | Sporting Lisboa         | 2-3              | 0-2 (F)          | 2-1 nv (C)       |
| 2018/19          | Champions League  | Grupo G          | Real Madrid CF          | 1-7              | 1-2 (F)          | 0-5 (C)          |
| 2018/19          | Champions League  | Grupo G          | AS Roma                 | 2-6              | 0-5 (F)          | 2-1 (C)          |
| 2018/19          | Champions League  | Grupo G          | FK CSKA Moscú           | 4-3              | 2-2 (C)          | 2-1 (F)          |
| 2018/19          | Europa League     | 2R               | GNK Dinamo Zagreb       | 2-4              | 2-1 (C)          | 0-3 (F)          |
| 2019/20          | Champions League  | Clasificatoria 2 | Olympiakos Pireo        | 0-4              | 0-0 (C)          | 0-4 (F)          |
| 2019/20          | Europa League     | Clasificatoria 3 | Antwerp FC              | 2-2 u            | 0-1 (F)          | 2-1 (C) nv       |
| 2020/21          | Champions League  | Clasificatoria 2 | AZ                      | 1-3              | 1-3 nv (F)       |                  |
| 2020/21          | Europa League     | Clasificatoria 3 | SonderjyskE             | 3-0              | 3-0 (C)          |                  |
| 2020/21          | Europa League     | Play-off         | Hapoel Beër Sheva       | 0-1              | 0-1 (F)          |                  |
| 2021/22          | Conference League | Clasificatoria 2 | Dinamo Brest            | 4-2              | 2-1 (C)          | 2-1 (F)          |
| 2021/22          | Conference League | Clasificatoria 3 | The New Saints FC       | 5-5 (4-1 ns)     | 2-4 (F)          | 3-1 (C)          |
| 2021/22          | Conference League | Play-off         | CSKA Sofia              | 2-3              | 2-0 (C)          | 0-3 nv (F)       |
| 2022/23          | Champions League  | Clasificatoria 2 | HJK Helsinki            | 7-1              | 2-1 (F)          | 5-0 (C)          |
| 2022/23          | Champions League  | Clasificatoria 3 | FC Sheriff Tiraspol     | 4-2              | 2-1 (F)          | 2-1 (C)          |
| 2022/23          | Champions League  | Play-off         | FK Qarabağ              | 2-1              | 0-0 (F)          | 2-1 (C)          |
| 2022/23          | Champions League  | Grupo C          | FC Bayern München       | 2-9              | 0-5 (F)          | 2-4 (C)          |
| 2022/23          | Champions League  | Grupo C          | FC Barcelona            | 3-9              | 1-5 (F)          | 2-4 (C)          |
| 2022/23          | Champions League  | Grupo C          | Internazionale          | 0-6              | 0-2 (C)          | 0-4 (F)          |
| 2023/24          | Conference League | Clasificatoria 2 | FC Drita                | 2-1              | 0-0 (C)          | 2-1 (F)          |
| 2023/24          | Conference League | Clasificatoria 3 | Gzira United            | 6-0              | 4-0 (C)          | 2-0 (F)          |
| 2023/24          | Conference League | Play-off         | Tobol Kostanay          | 5-1              | 2-1 (F)          | 3-0 (C)          |
| 2023/24          | Conference League | Grupo C          | GNK Dinamo Zagreb       | 2-0              | 1-0 (F)          | 1-0 (C)          |
| 2023/24          | Conference League | Grupo C          | Astana FK               | 5-1              | 2-1 (F)          | 3-0 (C)          |
| 2023/24          | Conference League | Grupo C          | KF Ballkani             | 2-0              | 1-0 (C)          | 1-0 (F)          |
| 2023/24          | Conference League | 1/8              | Servette FC Genève      | 0-0 (3-1 ns)     | 0-0 (F)          | 0-0 nv (C)       |
| 2023/24          | Conference League | 1/4              | ACF Fiorentina          | 0-2              | 0-0 (C)          | 0-2 nv (F)       |
| 2024/25          | Europa League     | Clasificatoria 3 | Kryvbas Kryvy           | 3-1              | 2-1 (F)*         | 1-0 (C)          |
| 2024/25          | Europa League     | Play-off         | Heart of Midlothian FC  | 2-0              | 1-0 (C)          | 1-0 (F)          |
| 2024/25          | Europa League     | Fase Liga        | Eintracht Frankfurt     | 3-3              | 3-3 (F)          | 3-3 (F)          |
| 2024/25          | Europa League     | Fase Liga        | PFK Ludogorets          | 0-0              | 0-0 (C)          | 0-0 (C)          |
| 2024/25          | Europa League     | Fase Liga        | PAOK Salonica           | 2-2              | 2-2 (F)          | 2-2 (F)          |
| 2024/25          | Europa League     | Fase Liga        | Real Sociedad           |                  | - (C)            | - (C)            |
| 2024/25          | Europa League     | Fase Liga        | FC Dynamo Kiev          |                  | - (F)            | - (F)            |
| 2024/25          | Europa League     | Fase Liga        | Manchester United FC    |                  | - (C)            | - (C)            |
| 2024/25          | Europa League     | Fase Liga        | RSC Anderlecht          |                  | - (C)            | - (C)            |
| 2024/25          | Europa League     | Fase Liga        | Athletic Club           |                  | - (F)            | - (F)            |

- 2024/25: Debido a la invasión rusa de Ucrania, el partido de visitante se jugó en Kosice (Eslovaquia).

## Palmarés

### Títulos nacionales (9)
- Liga de la República Checa (6): 2011, 2013, 2015, 2016, 2018, 2022
- Copa de la República Checa (1): 2010.
- Supercopa de la República Checa (2): 2011, 2015.
- Czech 2. Liga (1): 2003.

## Clubes afiliados
- FK Dukla Banská Bystrica (2014-presente)[4]